# Сидоров, Василий Семёнович
Васи́лий Семёнович Си́доров (8 апреля 1925, дер. Прудня ныне Меленковского района Владимирской области — 28 февраля 1999) — советский полярник. Участник многочисленных арктических и антарктических экспедиций, начальник полярных станций.

## Биография
Окончил в 1948 году радиотехническое отделение Ленинградского арктического училища, после чего был направлен на работу в Арктику. До 1956 года работал на полярной станции «Мыс Стерлегова», сначала в должности радиотехника под руководством Н. Г. Мехреньгина, а потом начальника станции.
В 1956 году стал сотрудником Арктического и антарктического научно-исследовательского института, где проработал с небольшими перерывами до 1990 года. С 1967 по 1969 год работал зам. директора Акустического института. В 1971—1973 годах занимал должность зам. директора Научно-исследовательского института гидрометеорологического приборостроения ГУГМС.
Работал в составе шести дрейфующих полярных станций «Северный полюс»:
- СП-4: третья смена, 20 апреля 1956 — 19 апреля 1957, радиотехник.
- СП-13: третья смена, 15 апреля 1966 — 17 апреля 1967, начальник (с ноября).
- СП-13Ф: 3 апреля 1965 — 14 октября 1966, начальник.
- СП-25: первая смена, 16 мая 1981 — 27 апреля 1982, начальник.
- СП-26: первая смена, 21 мая 1983 — 29 апреля 1984, начальник.
- СП-31: вторая смена, начальник (27 декабря 1984 — 10 мая 1985).

В течение 1957—1979 годов принял участие в шести Советских антарктических экспедициях: 3, 5, 7, 8, 15 и 22. В рамках экспедиций работал начальником станций «Комсомольская», «Восток», «Молодёжная» и «Мирный».
Работал начальником полярной гидрометеорологической станции острова Айон.
В 1990-х годах был избран вице-президентом Российской ассоциации полярников.

## Награды
- За большие заслуги в освоении и исследовании Арктики и Антарктики 12 июня 1986 года присвоено звание Героя Социалистического Труда с вручением ордена Ленина и золотой медали «Серп и молот».

## Признание заслуг
В честь В. С. Сидорова названы:
- Полярная гидрометеорологическая станция острова Айон.
- Мыс Сидорова в заливе Трёшникова моря Дейвиса с координатами 66°33′30″ ю. ш. 92°59′42″ в. д.HGЯO, рядом с которым находится станция «Мирный»[3].

## Упоминание в литературе
- Герой книг В. М. Санина об Антарктиде «У земли на макушке» и «Новичок в Антарктиде»[4].
- В основу сюжета повести Санина «В ловушке» лёг эпизод, произошедший с Сидоровым и его товарищами. Книга имеет посвящение:

Василию Сидорову, замечательному полярнику и другу —

с любовью.
- Головкова Н. М. Вся моя жизнь — сплошное счастье. Воспоминания об известном исследователе Арктики и Антарктики В. С. Сидорове. — СПб.: Гидрометеоиздат, 2003. — 194 с. — ISBN 5-286-01490-9.